# Untenscheidt
Untenscheidt ist ein aus einer Hofschaft hervorgegangener Wohnplatz im Solinger Stadtteil Mitte.

## Lage und Beschreibung
Untenscheidt liegt im Norden von Solingen-Mitte nahe der Grenze zum Stadtteil Gräfrath südlich von der Viehbachtalstraße und dem Frankfurter Damm. Die ursprünglichen Hofschaftsgebäude liegen verstreut sowohl an der Richard-Wagner-Straße wie auch an der Straße Untenscheidt, die etwas versteckt von der Richard-Wagner-Straße abzweigt. Untenscheidt liegt in einer Talmulde südlich des Lochbachs, auf einer Anhöhe im Süden befinden sich die im Krieg nicht zerstörten Mangenberger Wohnviertel und das Solinger Müllheizkraftwerk. Im Norden befindet sich die sich das Städtischen Klinikum. Im Norden wie im Osten führt die Trasse der Korkenzieherbahn an Untenscheidt vorbei, die am Schlagbaum durch einen 109 Meter langen Tunnel führt.
Benachbarte Orte sind bzw. waren (von Nord nach West): Herberg, Obenscheidt, I. Stockdum, Schlagbaum, Vorspel, Mangenberg, Kreuzweg, Lehn und Hecken.

## Etymologie
Das Walder Scheid oder Scheidt war ein Waldgelände im Grenzgebiet zum Kirchspiel Solingen. Es umfasste die Höfe Oben- und Untenscheidt, sowie Scheiderfeld, Mummenscheid, die Scheider Mühle und auch die Ortslage Scheiderirlen.:56f. Der Namensbestandteil Scheid ist ein in vielen Regionen vorkommender Ortsname, siehe hierzu auch: -scheid. Seine Herkunft ist wahrscheinlich auf scheiden, Scheide = Grenze zurückzuführen. Neben einer Gemarkungsgrenze kann im Falle Untenscheidts auch eine Wasserscheide gemeint sein.

## Geschichte
Ab dem Spätmittelalter bis in das 19. Jahrhundert war Scheid Titularort der Honschaft Scheid, ein unterer Verwaltungsbezirk des Kirchspiels Wald innerhalb des bergischen Amtes Solingen. Auch Untenscheidt, das mindestens seit dem 18. Jahrhundert nachweisbar ist, gehörte dieser Honschaft an. Im Jahre 1715 ist der Hof erstmals in der Karte Topographia Ducatus Montani, Blatt Amt Solingen, von Erich Philipp Ploennies mit einer Hofstelle verzeichnet und als Scheidt benannt. Die Topographische Aufnahme der Rheinlande von 1824 verzeichnet den Ort unbeschriftet und die Preußische Uraufnahme von 1844 als Unt:Scheid. In der Topographischen Karte des Regierungsbezirks Düsseldorf von 1871 ist der Ort als Utn Scheid verzeichnet.
Nach Gründung der Mairien und späteren Bürgermeistereien Anfang des 19. Jahrhunderts gehörte Untenscheidt zur Bürgermeisterei Wald, dort lag es in der Flur III. (Scheid). 1815/16 lebten 105, im Jahr 1830 119 Menschen im als Weiler bezeichneten Unten-Scheidt. 1832 war der Ort Teil der Zweiten Dorfhonschaft innerhalb der Bürgermeisterei Wald. Der nach der Statistik und Topographie des Regierungsbezirks Düsseldorf als Hofstadt kategorisierte Ort besaß zu dieser Zeit 17 Wohnhäuser und 13 landwirtschaftliche Gebäude. Zu dieser Zeit lebten 119 Einwohner im Ort, davon 13 katholischen und 106 evangelischen Bekenntnisses. Die Gemeinde- und Gutbezirksstatistik der Rheinprovinz führt den Ort 1871 mit 37 Wohnhäusern und 217 Einwohnern auf. Im Gemeindelexikon für die Provinz Rheinland von 1888 werden für Unterscheidt 47 Wohnhäuser mit 273 Einwohnern angegeben. 1895 besitzt der Ortsteil 53 Wohnhäuser mit 354 Einwohnern, 1905 werden 52 Wohnhäuser und 422 Einwohner angegeben.
Mit der Städtevereinigung zu Groß-Solingen im Jahre 1929 wurde die Hofschaft Untenscheidt ein Ortsteil Solingens. Als einer der wenigen tatsächlich realisierten Abschnitte der geplanten Autobahn 54 entstand am Ende der 1970er Jahre auf dem Teilstück An der Gemarke bis Mangenberg eine vierspurige Kraftfahrstraße durch das Viehbachtal. Dieses Teilstück der als L 141n gewidmeten Viehbachtalstraße wurde am 31. August 1979 dem Verkehr übergeben. Nach zahlreichen Anwohnerbeschwerden über zu viel Lärm wurden im Folgejahr einige Maßnahmen für einen verbesserten Lärmschutz eingeleitet. Der Weiterbau der Viehbachtalstraße zwischen Mangenberg und dem Frankfurter Damm an Untenscheidt vorbei erfolgte bis 1981. Ein weiterer Ausbau erfolgte jedoch nicht; die A 54 wurde nie fertiggestellt.:55
 

Seit dem Jahre 1984/85 stehen von den historischen Fachwerkhäusern im Ort die Gebäude Richard-Wagner-Straße 25, 27, 30, 32 (oben abgebildet), 34, 41 und 43 unter Denkmalschutz. Nach heutigen Stadtbezirksgrenzen gehört Untenscheidt zu Solingen-Mitte.

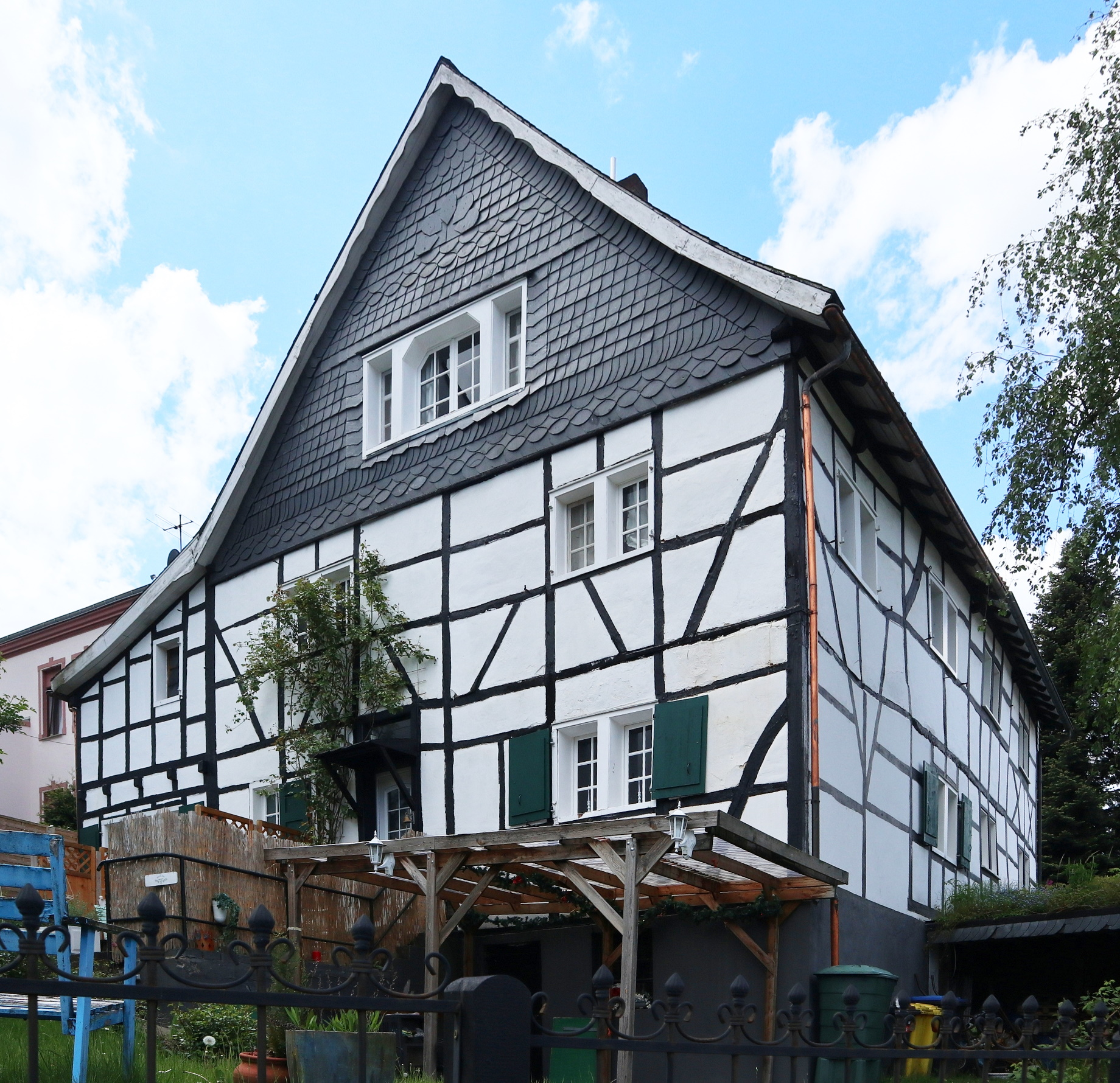
Richard-Wagner-Straße 25, 27
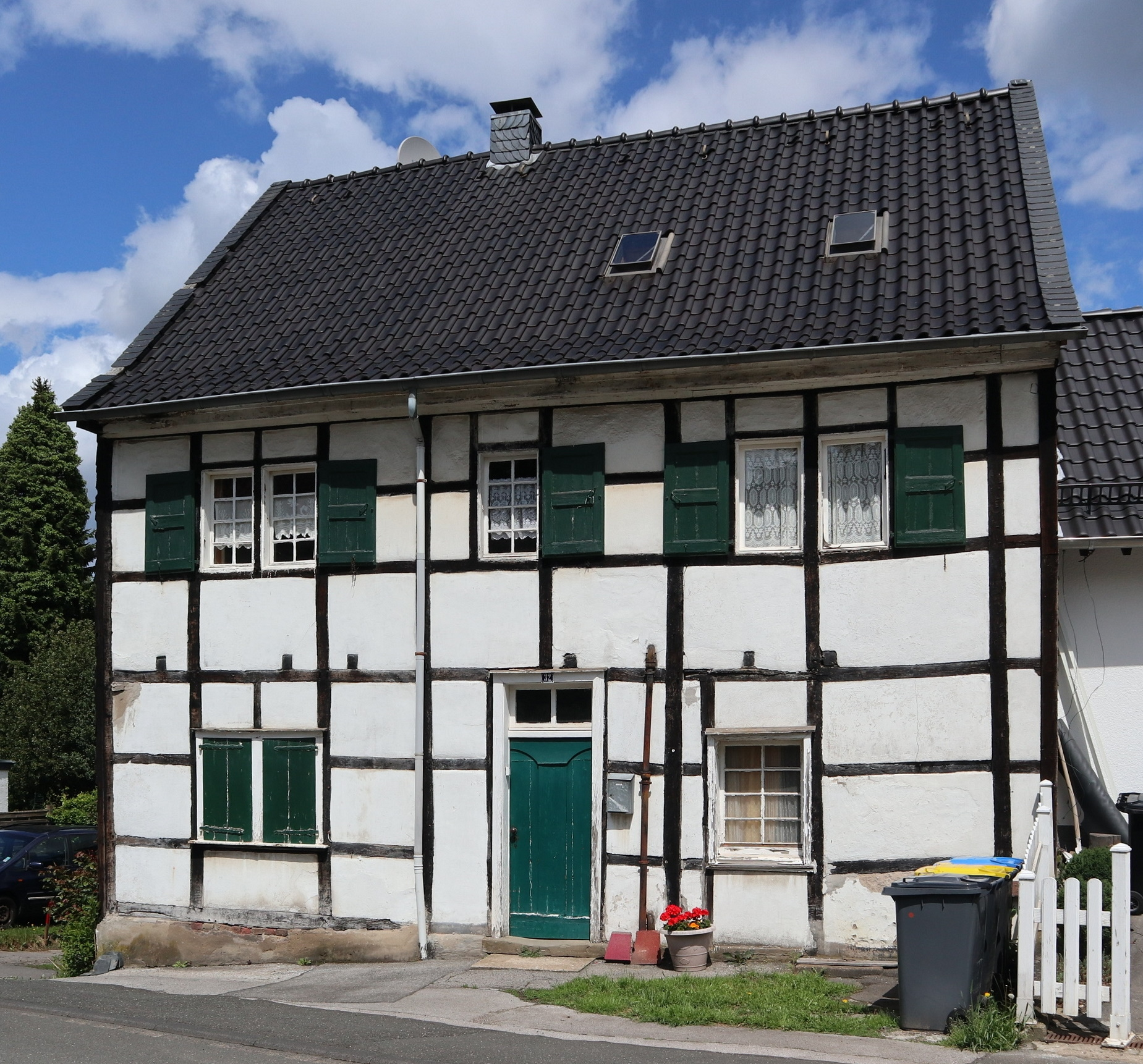
Richard-Wagner-Straße 34
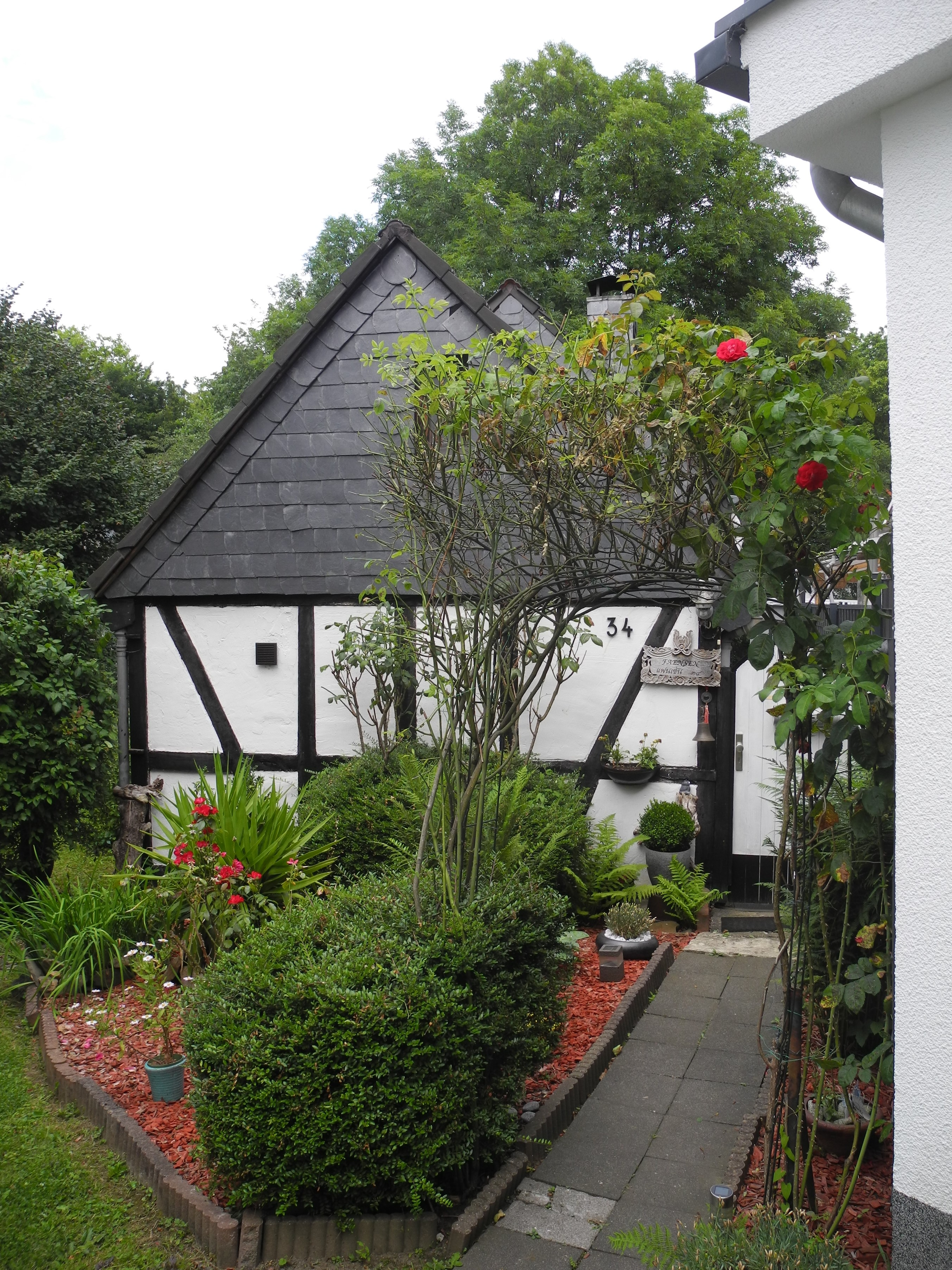
Richard-Wagner-Straße 34
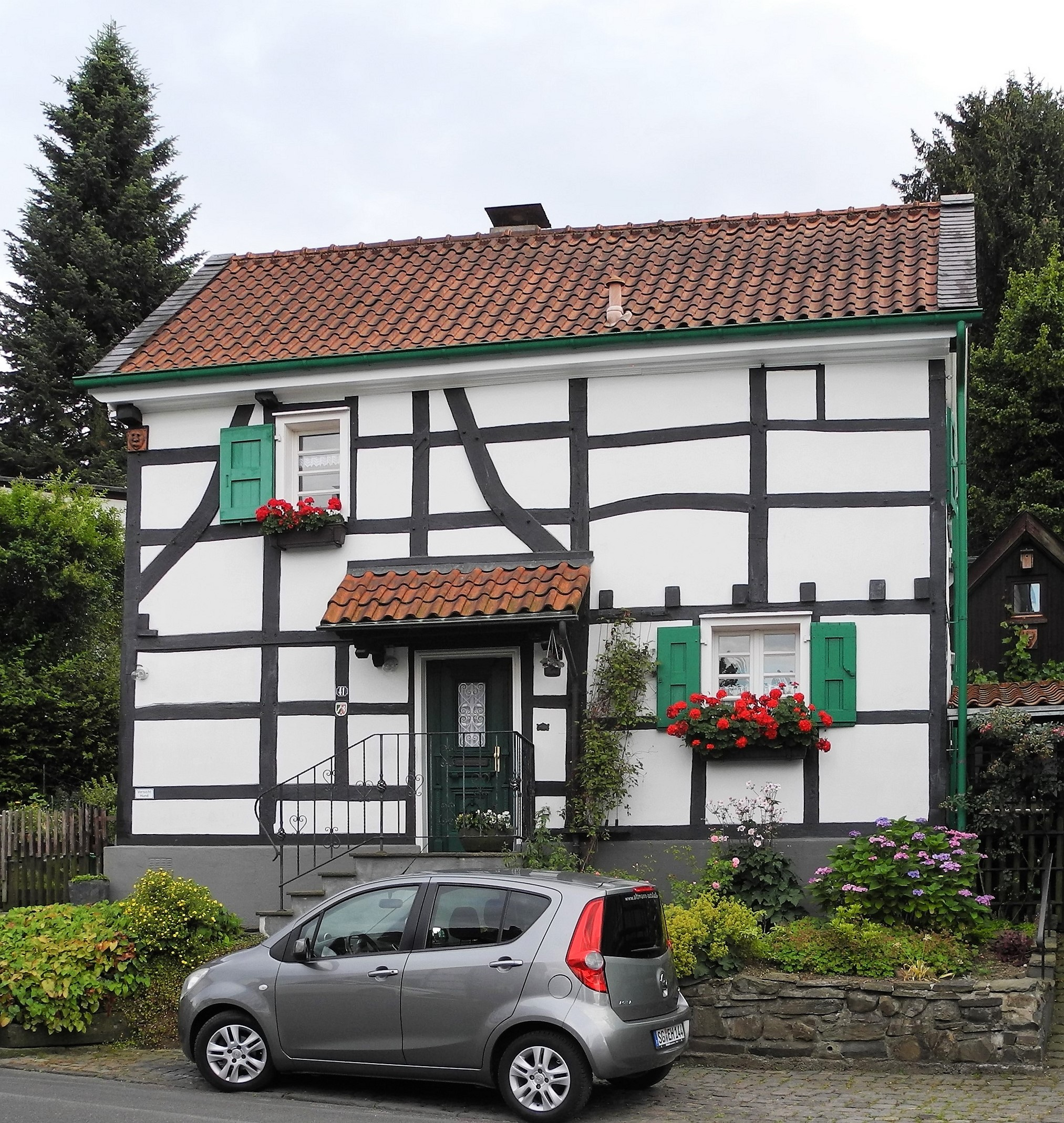
Richard-Wagner-Straße 41